# Sui poeti
Sui poeti è un dialogo perduto di Aristotele, di cui restano solo frammenti.

## Datazione
Il Sui poeti è indicato sia nel catalogo di Diogene Laerzio (al n. 2) che in quello della Vita Marciana (al n. 2) in tre libri e, dopo il Sulla giustizia, è il dialogo più vasto in estensione. L’opera deve essere datata al 334 a.C., in un periodo, cioè, relativamente tardo, corrispondente alla fine del tempo nel quale lo Stagirita fu precettore di Alessandro Magno (342-334 a.C.): La datazione tarda del dialogo porrebbe questo scritto direttamente in rapporto con la Poetica, risalente alla prima parte del secondo soggiorno ateniese di Aristotele, ossia intorno al 330 a.C., nel senso che in entrambe le opere si sarebbero agitate le medesime, grandi tematiche dell’estetica aristotelica.

## Struttura e temi
L’ampiezza dello scritto, in tre libri, e l’allusione nella Poetica rendono pressoché certa l’anteriorità del Sui poeti alla Poetica stessa, rispetto alla quale l’esame aristotelico si apriva a questioni teoriche inerenti alla poesia in quanto tale e, prima tra tutte, alla verità di ciò che rappresenta e al suo rapporto con le passioni. Si arrivava a criticare la condanna platonica, nella Repubblica, della poesia stessa, in genere, e della tragedia e commedia, in specie, dal progetto della polis, la mimesi e la catarsi. 
Il modo in cui Diogene Laerzio e Ateneo testimoniano come Aristotele si espresse in merito al rapporto tra Platone e la forma imitativa è sintomatico a rivelare il carattere fortemente polemico che nel dialogo doveva avere la trattazione della mimesi. Gli altri frammenti del Sui poeti pongono, infine, in luce un Aristotele attento a studiare specifiche questioni e particolari circostanze dei poeti, primo tra tutti Omero, ma poi anche Empedocle e altri, di minor spessore.